# 塔馬利 (城市)
9°24′27″N 0°51′12″W / 9.4075°N 0.8534°W
塔马利（达巴尼语发音：ˈtamali）是加纳的第三大城市，北部省的首府，2005年人口305,000。该城位于加纳北部草原地区，主要族群为信仰伊斯兰教的达戈姆巴族人。

## 友好城市
- 美国肯塔基州路易斯维尔